# آكسل أولرخ
آكسل أولرخ (بالألمانية: Axel Ullrich) ـ (ولد في لوبان بمنطقة سيليزيا في 19 أكتوبر 1943) هو باحث ألماني في مجال السرطان، عُين سنة 1988 مديرًا لقسم البيولوجيا الجزيئية بمعهد ماكس بلانك للكيمياء الحيوية في مارتنسريد. وقد تركّزت أبحاث هذا القسم في المقام الأول على توصيل الإشارة.

## الجوائز والتكريم
- جائزة الملك فيصل العالمية في الطب (2003)
- ميدالية أوتو فاربورغ (2005)[10]
- جائزة حمدان للبحوث الطبية المتميزة من جائزة الشيخ حمدان بن راشد آل مكتوم للعلوم الطبية في دبي (2008)
- جائزة دبرتسن للطب الجزيئي (2009)[11]
- جائزة وولف (2010)[12][13]

## روابط خارجية
- آكسل أولرخ على موقع مونزينجر (الألمانية)